# Пробные монеты Российской Федерации
Пробные монеты Российской Федерации — серии пробных монет, выпущенных Банком России.

## Рубль 1992—1995 гг.
1992:
- 1, 5, 10, 20 копеек, гербовая сторона с монограммой «СССР» (см. в статье Пробные монеты СССР).
- 1, 5 копеек — сторона с номиналом как у предыдущей — последней пробной серии монет СССР, гербовая сторона — с двуглавым орлом (как у монет России 1992 года, вошедших в оборот). Все они изготовлены на ММД. Не утверждены из-за инфляции[1][2].
- 1, 5 (белый металл), 10, 20 рублей (биметаллические) — лицевая сторона как у последнего выпуска монет СССР, на обороте — орёл с опущенными крыльями, снизу надпись «Банк России». Для чеканки были утверждены только монеты 1 и 5 рублей, но не из белого металла, а из стали, покрытой слоем меди[3].

1995:
- 100 (3 варианта), 500 (2 варианта), 1000 рублей (3 варианта, в том числе — один биметаллический). В рамках каждого номинала дизайн идентичен, отличаются только металлы. Отчеканены на Московском монетном дворе. Внутренний край бокового обода — многоугольный. Гербовая сторона — как на вошедших в оборот монетах 50 и 100 рублей (за исключением обода)[4]. Сторона с номиналом — колос (100 рублей), 4 колоса (500 рублей), венок из колосьев (1000 рублей).

## Рубль с 1998 гг.
1995 (в рамках подготовки к реформе 1998 года) и 1998 (тот же дизайн, другой год):
- 1, 2 рубля, 5 рублей (дизайн стороны с номиналом отличается от утверждённого окончательно; варианты герба: Государственный герб России или эмблема Центрального банка)[5][6] Экспонируются в Музее истории денег Гознака, открытом в Санкт-Петербурге в 2016 году.

1998:
- 2, 5, 10, 50 копеек: сторона с номиналом — как на вошедших в оборот монетах 1, 5, 10, 50 копеек, гербовая сторона: Золотые ворота во Владимире (2 копейки), Медный всадник (5 копеек), Георгий Победоносец (10 копеек), памятник Минину и Пожарскому (10 и 50 копеек), памятник «Тысячелетие России» (50 копеек)[7][6]. Экспонируются в Музее истории денег Гознака, открытом в Санкт-Петербурге в 2016 году.
- 5 рублей — алюминий (дизайн как у монеты, вошедшей в обращение)[5].